# Monte Rota (Lazio)
Il Monte Rota è un rilievo dei Monti Reatini amministrativamente situato nel Lazio, nel territorio comunale di Cittareale (RI). 

## Descrizione
La cima, di 1528 m.s.l.m., si innalza (insieme al Monte Prato e al Monte Caciaro) lungo il crinale meridionale che scende dal Monte Pozzoni e che fa da spartiacque tra la valle del Velino a ovest e il bacino del Tronto a nord-est (Passo della Torrita).